# Ralph Griffin House
La Ralph Griffin House, situata al 705 di Saint Louis Street a Edwardsville, Illinois, è un esempio significativo di architettura residenziale moderna dei primi anni del XX secolo. Progettata dall'architetto Walter Burley Griffin tra il 1909 e il 1910, la casa rappresenta un'interpretazione unica dello stile Prairie, un movimento architettonico associato principalmente a Frank Lloyd Wright e agli esponenti della Prairie School.

## Storia
La casa fu commissionata da Ralph Griffin, fratello minore di Walter, e da sua moglie Julia West Hadley Griffin, figlia di una delle famiglie più influenti di Edwardsville. La coppia acquistò un lotto sul lato nord di Saint Louis Street, di fronte alla residenza della famiglia di Julia, nota come "Hadley House". Il terreno fu acquistato da Julia stessa per 3.000 dollari, e la costruzione della casa costò circa 7.000 dollari.
La residenza fu progettata per accogliere la crescente famiglia Griffin, che comprendeva quattro figli: Flavia, Dustin, Judith e W.L. Hadley. La casa venne venduta nel 1920 quando i Griffin si trasferirono brevemente in Idaho per motivi lavorativi, per poi stabilirsi definitivamente a St. Louis.

## Architettura
La Ralph Griffin House è un esempio simmetrico e unico dello stile Prairie, caratterizzato da elementi tipici come:
- Ampie grondaie e tetto basso a falda[2].
- Bande orizzontali di finestre che accentuano la linearità dell'edificio[1].
- L'uso di materiali tradizionali, tra cui stucco e legno, con dettagli geometrici nei montanti delle finestre[3].
- Un focolare centrale, tipico delle residenze Prairie, ma qui disposto leggermente decentrato per favorire la visibilità e la connessione tra gli spazi interni[2].

Internamente, la casa presenta un'innovativa struttura a livelli sfalsati, con il soggiorno al piano dell'ingresso, una biblioteca al piano superiore e una sala da biliardo al piano inferiore. La biblioteca è dotata di un camino angolare e si apre su una veranda schermata. Questo layout, con la scala a chiocciola e i livelli che si intrecciano, crea un effetto "a conchiglia" che dona all'abitazione un senso di movimento fluido.

## Significato storico
La Ralph Griffin House è considerata la prima casa moderna di Edwardsville, in netto contrasto con le residenze vittoriane e coloniali circostanti. Sebbene condivida caratteristiche fisiche con le case di Frank Lloyd Wright, la casa manca di alcuni elementi esperienziali chiave che contraddistinguono lo stile Prairie, come una forte interazione tra gli spazi interni e il paesaggio esterno. Nonostante ciò, la casa è un esempio eccellente dell'approccio progettuale di Walter Burley Griffin, che incorporava la simmetria e un'organizzazione fluida degli spazi.
Nel 1996, la casa fu inclusa in un documentario della PBS intitolato Walter Burley Griffin: In His Own Right, che ne celebrava l'importanza storica e architettonica.